# Erik Asmussen

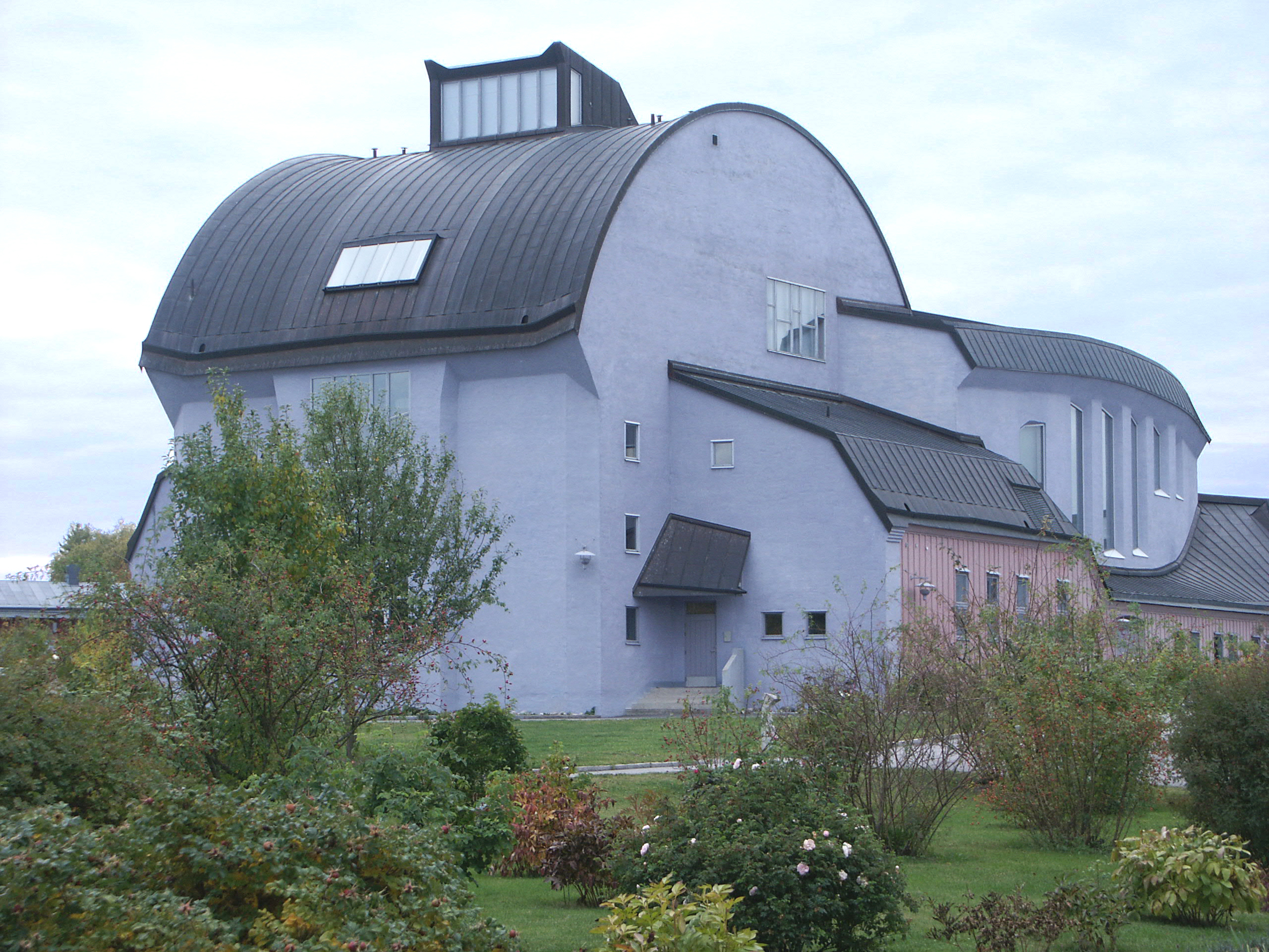
Kulturní dom ve městě Järna, Švédsko

Erik „Abbi“ Asmussen (2. listopadu 1913 – 29. srpna 1998) byl dánský architekt. Působil ve městě Järna ve Švédsku. Byl ovlivněn antroposofií, což se odráželo i v jeho tvorbě.